# Alyson Michalka
Alyson Renae Michalka, včasih imenovana tudi Aly, ameriška filmska, gledališka in televizijska igralka, pevka, tekstopiska, pianistka ter kitaristka, * 25. marec 1989, Torrance, Kalifornija, Združene države Amerike.
Najbolje je razpoznavna po vlogi Charlotte Barnes v filmu Bandslam, v katerem je igrala skupaj z Vanesso Anne Hudgens in Gaelanom Connellom, po vlogi Keely Teslow v Disneyjevi televizijski seriji Phil iz prihodnosti in kot Taylor Callum v Disneyjevem filmu Kravje počitnice. Je tudi polovica dueta 78violet (originalno Aly & AJ), v katerem poje skupaj s svojo mlajšo sestro AJ Michalko.

## Zgodnje življenje
Alyson Reane Michalka se je rodila 25. marca 1989 v Torranceu, Kalifornija, Združene države Amerike mami Carrie in očetu Marku Michalki, skupaj z mlajšo sestro Amando pa je odrasla v Seattleu, Washington ter Južni Kaliforniji. Njena mama, Carrie, je glasbenica, ki je nastopala s krščansko glasbeno skupino JC Band. Alyson Michalka klavir igra že od petega leta dalje, kitare pa se je začela učiti šele pri trinajstih. Tudi z igranjem je začela pri petih letih in sicer večinoma v gledaliških igrah, ki jih je prirejala cerkev. Vzgojena je bila v duhu krščanske vere.

## Kariera

### Igranje
Alyson Michalka je s svojo igralsko kariero začela z raznimi gledališkimi predstavami pri petih letih, ki jih je organizirala cerkev. Prva televizijska vloga je prišla na vrsto, ko so jo sprejeli v igralsko ekipo Disneyjeve televizijske serije Phil iz prihodnosti leta 2004, ki jo je snemala do leta 2006. V njej je upodobila Keely Teslow, eno izmed glavnih vlog. Njena naslednja vloga je prišla leta 2005 s filmom Hip, strašni trik, kjer je igrala glavno vlogo, najstnico Allyson Miller, ki kot producentka sodeluje pri novem resničnostnem šovu, kjer iščejo najboljšega mladega čarodeja, za tem pa je leta 2006 igrala v filmu Haversham Hall (dobila je vlogo Hope Mason) in skupaj s svojo sestro Amando Joy Michalko v filmu Kravje počitnice (kjer je igrala Taylor Callum). Tudi v filmu sta igrali sestri. Leta 2007 je igrala Taylor v filmu Super Sweet 16: The Movie.
Prek svoje spletne strani na MySpaceu je potrdila, da je dobila glavno vlogo v filmu Walden Medie, Bandslam ob Vanessi Anne Hudgens in Gaelanu Connellu, ki je govoril o skupini prijateljev, ki so skupaj tvorili rock band. Film je izšel avgusta 2009. Medtem je njena sestra Amanda dobila vlogo v filmu V mojih nebesih, ki je izšel decembra istega leta. Letos (2010) in naslednje leto (2011) bosta v kinematografe prišla dva njena filma in sicer The Roommate, kjer jo bomo lahko videli kot Tracy, in Easy A, kjer bo igrala Rhiannon. Oba filma je tudi post-producirala

### Glasba
Alyson Michalka je skupaj s sestro AJ članica dueta 78violet (originalno Aly & AJ), katerega prvi album, Into the Rush, je izšel 16. avgusta 2005. Naslednjega leta, natančneje v septembru 2006 sta izdali še božični album, ki sta ga poimenovali Acoustic Hearts of Winter. Album je vseboval devet božičnih pesmi. Julija 2007 je izšel še njun tretji glasbeni album, Insomniatic, ki je od prodaje iztržil veliko denarja, singl "Potential Breakup Song" pa se je uvrstil na lestvico dvajsetih najboljših ameriških singlov. Trenutno delata na četrtem albumu, ki naj bi izšel v zgodnjem delu leta 2010.
Alyson Michalka pa je napisala tudi nekaj soundtrackov za razne filme. Prvi je bil za njen film Hip, strašni trik leta 2005 in sicer je bila to pesem "Do you believe in magic". Naslednja sta bila sountracka No One za film Ledena princesa z Michelle Trachtenberg in Hayden Panettiere v glavnih vlogah ter Rush za film Mladi čarovnici s Tio in Tamero Mowry istega leta. Potem je leta 2006 za film Božiček 3 napisala pesem "Greatest Time of Year", leta 2008 pa pesem "Like Whoa" za film Srednješolski muzikal 3: Zadnji letnik. Leta 2009 je za film Bandslam zapela in napisala pesmi "I Want You To Want Me", "Someone To Fall Back On", "Amphetimine" in "Lovesick".

## Zasebno življenje
Alyson Michalka se je, tako kot njena mlajša sestra, šolala doma. Je kristjanka in ne verjame v evolucijo.
Je zelo dobra prijateljica z igralci Emmo Roberts, Zacom Efronom, Miley Cyrus, Vanesso Hudgens, Ashley Tisdale in Mitchelom Mussom.
Skupaj s starši, sestro Amando in dvema psoma po imenu Bandit in Roadie živi v Los Angelesu, Kalifornija.

## Filmografija
| Leto      | Naslov                    | Vloga                          | Opombe                             |
| --------- | ------------------------- | ------------------------------ | ---------------------------------- |
| 2004–2006 | Phil iz prihodnosti       | Keely Teslow                   | Glavna vloga                       |
| 2005      | Hip, strašni trik         | Allyson Miller                 | Televizijski film (Disney Channel) |
| 2006      | Kravje počitnice          | Taylor Callum                  | Televizijski film (Disney Channel) |
| 2007      | Super Sweet 16: The Movie | Taylor Plimpton (Taylor Tiara) | Televizijski film (MTV Films)      |
| 2009      | Bandslam                  | Charlotte Barnes               | Glavna vloga                       |
| 2010      | Easy A                    | Rhiannon                       | Post-produkcija                    |
| 2011      | The Roommate              | Tracy                          | Post-produkcija                    |

## Diskografija

### kot Aly & AJ/78violet

#### Albumi
- Into the Rush (2005)
- Acoustic Hearts of Winter (2006)
- Insomniatic (2007)
- 78violet (2010)

#### Singli
- Rush (2005)
- Do You Believe in Magic (2005)
- No One (2005)
- Walking on Sunshine (2005)
- Never Far Behind (2006)
- Chemicals React (2006)
- Greatest Time of Year (2006)
- Something More (2007)
- Potential Breakup Song (2007)
- Like Whoa (2008)
- The Next Worst Thing (2010)

#### Videospoti
| Leto | Naslov                    | Režiser           |
| ---- | ------------------------- | ----------------- |
| 2005 | "Do You Believe in Magic" |                   |
| 2005 | "No One"                  |                   |
| 2005 | "Walking on Sunshine"     |                   |
| 2006 | "Rush"                    | Marc Webb         |
| 2006 | "On the Ride"             |                   |
| 2006 | "Chemicals React"         | Chris Applebaum   |
| 2006 | "Greatest Time of Year"   | Declan Whitebloom |
| 2007 | "Potential Breakup Song"  | Chris Applebaum   |
| 2007 | "Like Whoa"               | Scott Speer       |

#### Turneje
- The Cheetah Girls Cheetah-licious Christmas Tour (2005)
- Mini Mall tour (2005)
- Living Room Tour (2006)
- Holiday Season Tour (2006)
- Jingle Jam Tour (2007)
- Best of Both Worlds Tour (2008)
- Mini Summer Tour (2008)

### Solo
| Leto | Naslov                    | Album    |
| ---- | ------------------------- | -------- |
| 2009 | "Amphetamine"             | Bandslam |
| 2009 | "I Want You to Want Me"   | Bandslam |
| 2009 | "Someone to Fall Back On" | Bandslam |

## Nagrade in nominacije
- 2005 - Young Artist Award za najboljši nastop v komični/dramatični televizijski seriji (za Phil iz prihodnosti) - nominirana